# 粒子発見の年表
粒子発見の年表（りゅうしはっけんのねんぴょう）は、1897年のジョセフ・ジョン・トムソンによる電子発見から、現代にいたる標準理論に含まれる素粒子を中心とした粒子の発見の歴史をまとめたものである。したがって、この表には陽電子などの反粒子、現在では複合粒子とされているバリオンや中間子なども含まれている。
すべての発端はトムソンの実験にあるが、トムソンの実験の背景には、電気量に最小単位があるらしいというファラデーの電気分解の実験結果があった。1881年にヘルムホルツが唱えた原子論では、電気の「原子」を扱っていた。トムソンが調べていた希薄気体中の放電現象においては、すでにデービーが磁石に影響されることを見出しており、1858年のプラッカーの論文では、さらに磁力の強さと放電の曲がり方の関係を調べている。ヒットルフは、放電が物質によってさえぎられることを示した。このような背景から、トムソンの発見が生まれた。いったん電子が発見されると、その後の進歩が速かったことは以下の年表からも読み取れる。

## 年表

### 1890年代
- 1897年：電子がジョセフ・ジョン・トムソンによって発見される[1]。
- 1899年：アルファ粒子（アルファ線）がアーネスト・ラザフォードによってウランの放射線から発見される[2]。

### 1900年代
- 1900年：ガンマ線（高エネルギーの光子）がポール・ヴィラールによってウラン放射線の中に発見される[3]。
- 1909年：原子と分子の実在がジャン・ペランの実験（アボガドロ数の測定）によって証明される。

### 1910年代
- 1911年：原子核がアーネスト・ラザフォードにより同定される。1909年に ラザフォード、ハンス・ガイガーとアーネスト・マースデンと共におこなったラザフォード散乱実験から導き出した。これにより原子核モデルが確立する[4]。
- 1919年：陽子がアーネスト・ラザフォードによって発見される[5]。

### 1920年代
- 1920年：アーネスト・ラザフォードが中性子の存在の予想をする[6]。
- 1927年：ポール・ディラックが陽電子の存在の予想をする。

### 1930年代
- 1931年：ヴォルフガング・パウリがベータ崩壊を説明するために、ニュートリノの存在を予想する。
- 1932年：中性子をジェームズ・チャドウィックが発見する[7]。
- 1932年：陽電子をカール・アンダーソンが発見する[8]。
- 1934年：湯川秀樹がパイ中間子の存在を予想する[9]。
- 1937年：ミューオンをセス・ネッダーマイヤー、カール・アンダーソン、J・C・ストリート、E・C・スティーブンソンが、霧箱を使って、宇宙線から発見する[10]（1947年までパイ中間子だと思われていた[11]）。

### 1940年代
- 1947年：パイ中間子をセシル・パウエルが発見する。
- 1947年：K中間子をG・D・ロチェスター、C・C・バトラーが発見する（新たな量子数ストレンジネスを導入する必要のある最初の粒子）[12]。

### 1950年代
- 1952年：K中間子、Λ粒子、Σ粒子、Ξ粒子がブルックヘブン国立研究所の陽子加速器により発見される。
- 1955年：反陽子をオーウェン・チェンバレン、エミリオ・セグレ、トーマス・イプシランティスが発見する[13]。
- 1956年：ニュートリノがフレデリック・ライネス、クライド・コーワンにより発見される。原子炉からの発生の証拠を示した[14]。

### 1960年代
- 1962年：電子ニュートリノとμニュートリノが別のものであることをレオン・レーダーマンらのグループが証明する[15]。
- 1963年：マレー・ゲルマン、ジョージ・ツワイクがクォーク模型を提案する。
- 1964年： ピーター・ヒッグスが電弱対称性の破れの理論からヒッグス粒子の存在を予測する。
- 1969年：パートンがSLACの陽子標的による電子の深非弾性散乱実験により発見される[16][17]。ハドロン（中性子・陽子など）が内部構造（陽子がいくつかの点状粒子から構成されている）をもつことがファインマンのパートン・モデルで示された（マレー・ゲルマンの予測した3種類のクォーク（アップ、ダウン、ストレンジ）が発見がされたということもできる）。

### 1970年代
- 1970年：ブヨルケン、シェルドン・グラショー、イリオポロス、ルチャーノ・マイアーニが J/ψ粒子を予測する[18]。
- 1973年：小林誠・益川敏英がウプシロン粒子存在の予測をした。
- 1974年：J/ψ粒子をスタンフォード線形加速器センターのバートン・リヒターとブルックヘブン国立研究所のサミュエル・ティンが同時に発見した。これによりチャームクォークが存在することが示された[19][20]。
- 1975年：タウ粒子をマーチン・パールが発見する[21]。
- 1977年：ウプシロン粒子（ボトムクオークと反ボトムクオークで構成する中間子）がフェルミ国立加速器研究所で山内泰二を含むグループにより発見され、ボトムクオークの存在が示された[22]。
- 1979年：グルーオンがドイツ電子シンクロトロン研究所 (DESY) で間接的に観察される[23]。

### 1980年代
- 1983年：Wボソン、Zボソンをカルロ・ルビア、シモン・ファンデルメールと欧州原子核研究機構 (CERN) UA-1が共同で 発見する[24][25]（これらのボソンは1960年代にシェルドン・グラショー、アブドゥッサラーム、スティーヴン・ワインバーグらによって予測されていた）。

### 1990年代
- 1995年：トップクォークがフェルミ国立加速器研究所で発見される[26][27]。

### 2000年代
- 2000年: タウニュートリノがフェルミ国立加速器研究所で発見される。ほかのニュートリノとは異なることが証明された[28]。
- 2003年: X(3872)がKEKB加速器で発見される。2個の中間子が強い相互作用で結合した中間子分子と予想されたものの中では初の発見。

### 2010年代
- 2011年: 反ヘリウム-4がスター検出器（英語版）で生成され、計測された．
- 2011年: χ_b (3P)（英語版）がLHCで発見された.
- 2012年: 2011年末にCERNのLarge Hadron Colliderのコンパクトミューオンソレノイド（英語版）を使い、研究者たちはすでに中性Xi-bバリオン（英語版）を発見していたのであるが、これのアナウンスがチューリッヒ大学であった。この発見はソレノイドを使った最初の素粒子の発見である[29]。
- 2012年7月4日: CERNのLarge Hadron Colliderでヒッグス粒子と見られる新粒子を標準偏差4.9で確認。